# Waschhaus (La Ferté-Alais)

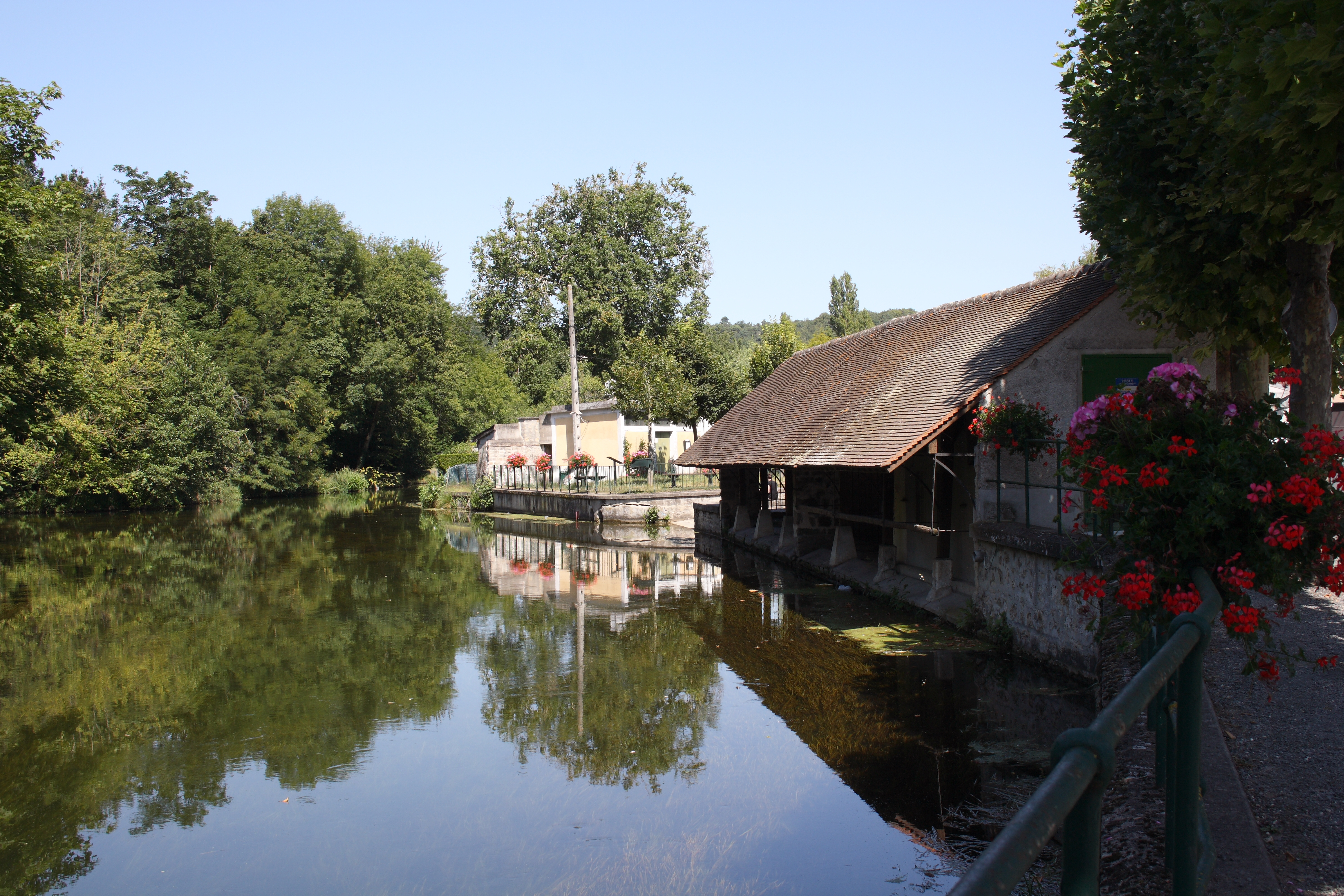
Waschhaus am Fluss Essonne in La Ferté-Alais

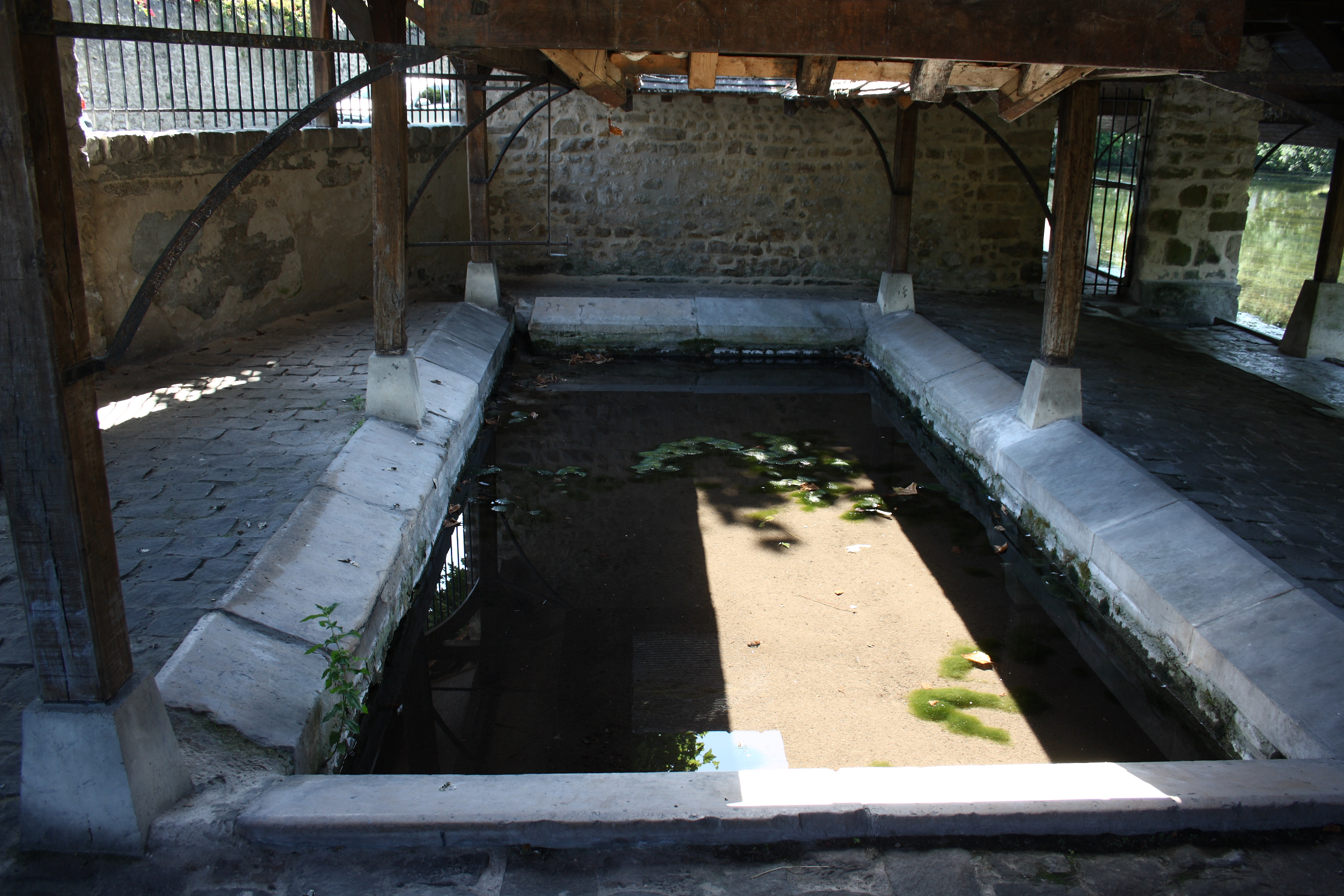
Wasserbecken für den letzten Waschvorgang

Das Waschhaus (französisch lavoir) in La Ferté-Alais, einer französischen Gemeinde im Département Essonne in der Region Île-de-France, wurde Mitte des 19. Jahrhunderts errichtet.  
Das öffentliche Waschhaus in der Nähe des Boulevard de la Gâtine wurde bis in die 1970er Jahre genutzt. Zunächst wurde die Wäsche im Fluss Essonne gewaschen und danach im Wasserbecken, das von einem Brunnen gespeist wird, gespült.